# Before I Forget (песня)
«Before I Forget» — сингл группы Slipknot из их альбома Vol. 3: The Subliminal Verses, вошедшая туда 10 треком. После номинирования группы в течение шести лет подряд они получили свою первую Грэмми. Также песня включена в концертный альбом «9.0: Live», диск 1.

## Список композиций

### Винил №1
1. «Before I Forget» (Single Mix) — 3:37
2. «The Blister Exists» (Live) — 5:19

### Винил №2
1. «Before I Forget» (Full-Length Single Mix) — 4:23
2. «Three Nil» (Live) — 4:55

### Американский промо-сингл
1. «Before I Forget» (Single Mix) — 3:37
2. «Before I Forget» (Full-Length Single Mix) — 4:23

### Европейский промо-сингл
1. «Before I Forget» (Single Mix) — 3:37

### Цифровой сингл (концертная версия)
1. «Before I Forget» (Live) — 4:26

## Видеоклип
Клип на песню Before I Forget был снят в апреле 2005 года и показан публике 12 мая того же года. В видео музыканты решили продолжить линию клипа Vermilion, где группа предстает в масках, изображающих их лица, и сняться в видеоклипе без привычных масок и комбинезонов. В клипе музыканты представлены без масок и в обычной для себя одежде, но их лица не показаны, камера отображает отдельные части лица, например глаза или рот. Маски группы можно увидеть лежащими или подвешенными возле участников Slipknot. В видео инструменты музыкантов отображаются чаще, чем их лица.

## Факты
- Before I Forget саундтрек к игре MotorStorm на PlayStation 3[4].
- Before I Forget — одна из песен, которую можно исполнить в игре Guitar Hero III: Legends of Rock, а также в Rock Band 3 .
- Прародителем песни Before I Forget является песня Carve, присутствующая на неизданном альбоме Crowz.